# Scaligeria
Scaligeria es un género de plantas pertenecientes a la familia Apiaceae. Comprende 50 especies descritas.

## Taxonomía
El género fue descrito por Augustin Pyrame de Candolle y publicado en Collection de mémoires 5: 70. 1829. La especie tipo es: Scaligeria microcarpa DC.

## Algunas especies
A continuación se brinda un listado de las especies del género Scaligeria aceptadas hasta septiembre de 2012, ordenadas alfabéticamente. Para cada una se indica el nombre binomial seguido del autor, abreviado según las convenciones y usos.
- Scaligeria napiformis Grande
- Scaligeria nodosa Boiss.
- Scaligeria paniculata Nasir
- Scaligeria podagrarioides Boiss.
- Scaligeria polyantha Rech.f.
- Scaligeria rotundifolia Boiss.
- Scaligeria scariosibracteata Rech.f. & Riedl
- Scaligeria setacea (Schrenk) Korovin